# بیکوکا (متروی میلان)
بیکوکا (انگلیسی: Bicocca) ایستگاهی در خط ۵ متروی میلان است. این ایستگاه در سال ۲۰۱۳ افتتاح شد.